# Zatka Čepić
Zatka Čepić is een plaats in de gemeente Kršan in de Kroatische provincie Istrië. De plaats telt 37 inwoners (2001).